# Richard von Mises
Richard von Mises ([fɔn ˈmiːzəs]; Leopoli, 19 aprile 1883 – Boston, 14 luglio 1953) è stato un matematico e ingegnere austriaco naturalizzato statunitense.
Ha dato importanti e pionieristici contributi nel campo della meccanica dei fluidi, della aerodinamica, della aeronautica, della statistica e di teoria della probabilità. Benché più noto per il suo lavoro di matematico e scienziato, egli ha anche contribuito alla filosofia della scienza, seguendo le linee di Ernst Mach: aderì al Circolo di Berlino, e accolse le tesi di fondo del positivismo logico. Insegnò in varie università tedesche e a Berlino. All'avvento del nazismo emigrò prima in Turchia e poi negli Stati Uniti dove, dal 1939, fu professore di matematica applicata e aerodinamica all'Università di Harvard.

## Biografia

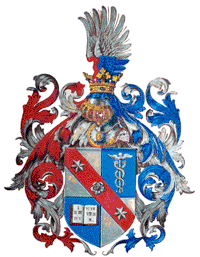
Stemma della famiglia von Mises

Richard von Mises nacque a Lemberg, allora appartenente all'Impero austro-ungarico (oggi Leopoli, in Ucraina), in una famiglia nobile di origine ebraica, che era stata nobilitata nel XIX secolo e il titolo "Edler" (nobile) indicava l'appartenenza ad una famiglia nobilitata senza possidimenti fondiari. La famiglia partecipò al finanziamento e alla costruzione della rete ferroviaria e il padre, Arthur Edler von Mises, era distaccato a Leopoli come ingegnere per la società ferroviaria Czernowitz. La madre di Ludwig, Adele von Landau, era nipote di Joachim Landau deputato liberale al parlamento austriaco. Ebbe come fratello maggiore Ludwig von Mises, che divenne famoso come economista della Scuola Austriaca. Richard e Ludwig ebbero anche un fratello più giovane che morì in tenera età.
Richard frequentò l'Akademisches Gymnasium di Vienna, dove si diplomò con il massimo dei voti in latino e matematica nell'autunno 1901. Dopo essersi laureato in matematica, fisica ed ingegneria all'Università Tecnica di Vienna, ebbe l'incarico di assistente del professore Georg Hamel a Brünn (adesso Brno). Nel 1905, ancora studente, pubblicò un articolo, Zur konstruktiven Infinitesimalgeometrie der ebenen Kurven, sulla prestigiosa rivista Zeitschrift für Mathematik und Physik.
Nel 1908 Mises conseguì il dottorato a Vienna (la sua dissertazione fu su La determinazione delle masse di volano degli alberi a gomiti) (Die Ermittlung der Schwungmassen im Schubkurbelgetriebe), e ricevette a Brünn l'abilitazione di lettore di ingegneria (dissertazione sulla Teoria delle turbine idrauliche — Theorie der Wasserräder). Nel 1909, all'età di 26 anni, fu nominato professore di matematica applicata a Strasburgo, allora parte dell'Impero tedesco e ricevette la cittadinanza prussiana. Mentre era in attesa di una cattedra di insegnamento all'Università Tecnica di Brünn, la sua attività fu interrotta dallo scoppio della prima guerra mondiale.
Pilota, avendo seguito lezioni di costruzioni aeronautiche e tenuto a Strasburgo nel 1913 il primo corso universitario sul volo a motore, von Mises si arruolò nelle forze austro-ungariche e volò come pilota collaudatore e come istruttore. Nel 1915, progettò e supervisionò la costruzione di un aereo da 600 CV (450 kW) — che porta il suo nome "Mises-Flugzeug" (aereo Mises) — per l'esercito austriaco. L'aereo fu completato nel 1916, ma non prese mai parte ad azioni di guerra.
Dopo la guerra von Mises tenne la nuova cattedra di idrodinamica ed aerodinamica presso l'Università Tecnica di Dresda. Nel 1919 fu nominato direttore (con titolo di professore) del nuovo Istituto di Meccanica applicata creato per volere di Erhard Schmidt presso l'Università von Humboldt di Berlino. Nel 1921 fondò la rivista Zeitschrift für Angewandte Mathematik und Mechanik e ne divenne editore.
Nel 1933, con l'avvento al potere del Partito Nazista, von Mises, che era cattolico ma di origini ebraiche, sentì minacciata la propria posizione nonostante il suo status di reduce della Prima guerra mondiale. Si trasferì allora in Turchia, dove tenne la cattedra appena creata di Meccanica Pura e Applicata presso l'Università di Istanbul. Nel 1939, tra le incertezze politiche seguite alla morte del presidente turco Kemal Atatürk, si spostò negli Stati Uniti, dove fu nominato nel 1944 Gordon-McKay Professor di aerodinamica e matematica applicata presso l'Università di Harvard. Nel 1943 sposò Hilda Geiringer, che era stata sua assistente a Berlino e che l'aveva seguito prima in Turchia e poi negli Stati Uniti.
Nel 1950 von Mises rifiutò un'offerta di membro onorario dalla Accademia delle Scienze della Germania dell'Est.

## Contributi scientifici
In aerodinamica, Richard von Mises diede importanti contributi alla teoria dei flussi limite e alla progettazione dei profili aerodinamici. In meccanica dei solidi sviluppò la nozione dell'energia di distorsione associata ad ogni stato tensionale, che è uno dei più importanti concetti usati in ingegneria nel calcolo della resistenza dei materiali. Diede inoltre importanti contributi alla teoria della plasticità formulando quello che divenne noto come Criterio di von Mises. Il suo nome è anche spesso associato al Principio della massima dissipazione plastica.
Nel campo della teoria della probabilità definì il ben noto Paradosso del compleanno. In tale campo tuttavia la sua teoria basata sul concetto di probabilità come limite della frequenza non raggiunse mai la maturità teorica della contrapposta teoria della misura di Kolmogorov, la cui assiomatizzazione fu meglio accolta in ambito scientifico. Le sue idee non furono infatti unanimemente ben accette: sebbene Aleksander Ostrowski abbia scritto di lui:
Scrisse anche
Malgrado tutto Kolmogorov fu meno severo:
Dal 1989 la Gesellschaft für Angewandte Mathematik und Mechanik (Associazione internazionale di matematica e meccanica applicata) assegna il Premio von Mises.

### Libri per data di pubblicazione
- (DE)  Richard von Mises, Kritischer Außendruck zylindrischer Rohre, 1917.
- (DE)  Richard von Mises, Philipp Frank, Heinrich Weber, Bernhard Riemann, Die Differential- und Integralgleichungen der Mechanik und Physik, 1925, 1930.
- (DE)  Richard von Mises, Wahrscheinlichkeitsrechnung und ihre Anwendungen in der Statistik und theoretischen Physik, 1931.
- (EN)  Richard von Mises, The Critical External Pressure of Cylindrical Tubes Under Uniform Radial and Axial Load], (Traduzione di Kritischer Außendruck zylindrischer Rohre, 1917), U.S. Experimental Model Basin, Navy Yard, 1933.
- (DE)  Richard von Mises, P. Frank, H. Weber und B. Riemann, Die Differential- und Integralgleichungen der Mechanik und Physik, 2nd expanded. ed., 2 vols. New York, Mary S.Rosenberg: 1943.
- (EN)  Richard von Mises, W. Prager and G. Kuerti, Theory of Flight, New York, McGraw-Hill, 1945.
- (EN)  Richard Von Mises, Rilke in English,: A Tentative Bibliography, The Cosmos press, 1947
- (EN)  Richard von Mises, Notes on Mathematical Theory of Compressible Fluid Flow, Harvard University, Graduate School of Engineering, 1948.
- (EN)  Richard von Mises, On Bergman's Integration Method in Two-Dimensional Compressible Fluid Flow, Harvard University, Graduate School of Engineering, 1949.
- (EN)  Richard von Mises, On the Thickness of a Steady Shock Wave, Harvard University, Dept. of Engineering, 1951
- (EN)  Presented to Richard von Mises by Friends, Colleagues and Pupils, Studies in Mathematics and Mechanics, New York, 1954.
- (EN)  Richard von Mises, Positivism: A Study in Human Understanding, G. Braziller, 1956, Dover, 1968. ISBN 0-486-21867-8.
- (EN)  Richard von Mises, Mathematical Theory of Compressible Fluid Flow. New York, Academic Press, 1958.
- (EN)  Richard von Mises, Theory of Flight, New York, Dover, 1959. ISBN 0-486-60541-8.
- (EN)  Richard von Mises, Selected Papers of Richard von Mises, 2 vol., AMS, Rhode Island, 1963, 1964.
- (EN)  Richard von Mises, Mathematical Theory of Probability and Statistics, New York, Academic Press, 1964.
- (EN)  Richard von Mises, Probability and Statistics, General, American Mathematical Society, 1964.
- (DE)  Heinrich Sequenz ed., 150 Jahre Technische Hochschule in Wien. 1815–1965, Festschrift, 3 voll., Springer Verlag, Wien, New York, 1965.
- (EN)  Richard von Mises and K. O. Friedrichs, Fluid Dynamics, New York: Springer-Verlag, 1971. ISBN 0-387-90028-4
- (EN)  M. Pinl & L. Furtmüller, Mathematicians Under Hitler, In Year Book XVIII of the Leo Baeck Institute, London, 1973.
- (EN)  Richard von Mises, Theodore Von Karman, Advances in Applied Mechanics, Academic Press, 1975. ISBN 0-12-002015-7
- (EN)  W. Roeder & H. A. Strauss, International Biographical Dictionary of Central European Emigrés 1933–1945, Saur, München, New York, London, Paris, 1980–1983.
- (EN)  Richard von Mises, Probability, Statistics and Truth, 2nd rev. English ed., New York, Dover, 1981. ISBN 0-486-24214-5
- (DE)  Richard von Mises, Kleines Lehrbuch des Positivismus. Einführung in die empiristische Wissenschaftsauffassung, Suhrkamp, 1990. ISBN 3-518-28471-1.
- (DE)  Richard von Mises, Wolfgang Gröbner, Wolfgang Pauli, Österreichische Mathematik und Physik, Die Zentralbibliothek, 1993. ISBN 3-900490-03-1.
- (DE)  Robert Winter, Das Akademische Gymnasium in Wien. Vergangenheit und Gegenwart, Wien, Köln, Weimar 1996.
- (DE)  R. Siegmund-Schultze, Mathematiker auf der Flucht vor Hitler. Quellen und Studien zur Emigration einer Wissenschaft, Braunschweig und Wiesbaden, Vieweg, 1998.

### Articoli per ordine alfabetico degli autori
- A Basch, "Richard von Mises zum 70. Geburtstag", Osterreich. Ing.-Arch. 7, 1953, pp. 73–76.
- B. Bernhardt, "Skizzen zu Leben und Werk von Richard Mises", in Österreichische Mathematik und Physik, Wien, Zentralbibliothek für Physik, 1993, pp. 51–62.
- H Bernhardt, "Zum Leben und Wirken des Mathematikers Richard von Mises", NTM Schr. Geschichte Natur. Tech. Medizin 16 (2), 1979, pp. 40–49.
- G Birkhoff, "Richard von Mises' years at Harvard", Zeitschrift für Angewandte Mathematik und Mechanik 63 (7), 1983, pp. 283–284.
- L Collatz, "Richard von Mises als numerischer Mathematiker", Zeitschrift für Angewandte Mathematik und Mechanik (7), 1983, pp. 278–280.
- H Cramér, "Richard von Mises' work in probability and statistics", Ann. Math. Statistics 24, 1953), pp. 657–662.
- D.v. Dalen, "The War of the Frogs and the Mice or the Crisis of the 'Mathematische Annalen'", The Mathematical Intelligencer 12 (1990), No.4, pp. 17–31.
- H Föllmer and K Küchler, "Richard von Mises", in Mathematics in Berlin, Berlin, 1998, pp. 55–60.
- J Förste, "Zum 100. Geburtstag von Richard von Mises", Zeitschrift für Angewandte Mathematik und Mechanik 63 (7), 1983, p. 277.
- P Frank, "The work of Richard von Mises: 1883-1953", Science 119, 1954, pp. 823–824.
- Haussner, A, "Geschichte der Deutschen Technischen Hochschule in Brünn 1849–1924." In Festschrift der Deutschen Technischen Hochschule in Brünn zur Feier ihres fünfundsiebzigjährigen Bestandes im Mai 1924, Verlag der Deutschen Technischen Hochschule, Brünn, 1924, pp. 5–92.
- G S S Ludford, "Mechanics in the applied-mathematical world of von Mises", Zeitschrift für Angewandte Mathematik und Mechanik 63 (7), 1983, pp. 281–282.
- R. v. Mises, "Zur konstruktiven Infinitesimalgeometrie der ebenen Kurven," Zeitschrift für Mathematik und Physik, 52, 1905, pp. 44–85.
- R. v. Mises, "Zur Theorie der Regulatoren", Elektrotechnik und Maschinenbau 37, 1908, pp. 783–789.
- R. Sauer, "Nachruf: Richard von Mises", Bayer. Akad. Wiss. Jbuch. 1953, pp. 194–197.
- R. Sauer, "Richard von Mises 19. 4. 1883 - 14. 7. 1953" (in German), Bayer. Akad. Wiss. Jbuch. 1953, pp. 194–197
- R. Siegmund-Schultze, Hilda Geiringer von Mises, Charlier Series, "Ideology, and the human side of the emancipation of applied mathematics at the University of Berlin during the 1920s", Historia Mathematica 20, 1993, 364-381.
- P. Sisma, "Georg Hamel and Richard von Mises in Brno", Historia Mathematica, 29, 2002, pp. 176–192.
- A. Szafarz, "Richard von Mises: l'échec d'une axiomatique", Dialectica 38 (4), 1984, pp. 311–317.
- M. van Lambalgen, "Randomness and foundations of probability: von Mises' axiomatisation of random sequences", in Statistics, probability and game theory, Hayward, CA, 1996, pp. 347–367.
- Weinhold, J., "Zur Geschichte der Deutschen Technischen Hochschule in Brünn, Rückblicke und Vergleiche", Sudetendeutsche Akademie der Wissenschaften und Künste, Naturwissenschaftliche Klasse, 1991.